# Paracombe
Paracombe är en ort i Australien. Den ligger i kommunen Adelaide Hills och delstaten South Australia, omkring 19 kilometer nordost om delstatshuvudstaden Adelaide. Antalet invånare är 363.
Runt Paracombe är det glesbefolkat, med 17 invånare per kvadratkilometer.. Närmaste större samhälle är Adelaide, omkring 19 kilometer sydväst om Paracombe. 
I omgivningarna runt Paracombe växer i huvudsak blandskog. Genomsnittlig årsnederbörd är 593 millimeter. Den regnigaste månaden är juli, med i genomsnitt 95 mm nederbörd, och den torraste är december, med 13 mm nederbörd.